# Analema de Vitruvi (De Architectura IX)
|  | No s'ha de confondre amb Analema. |

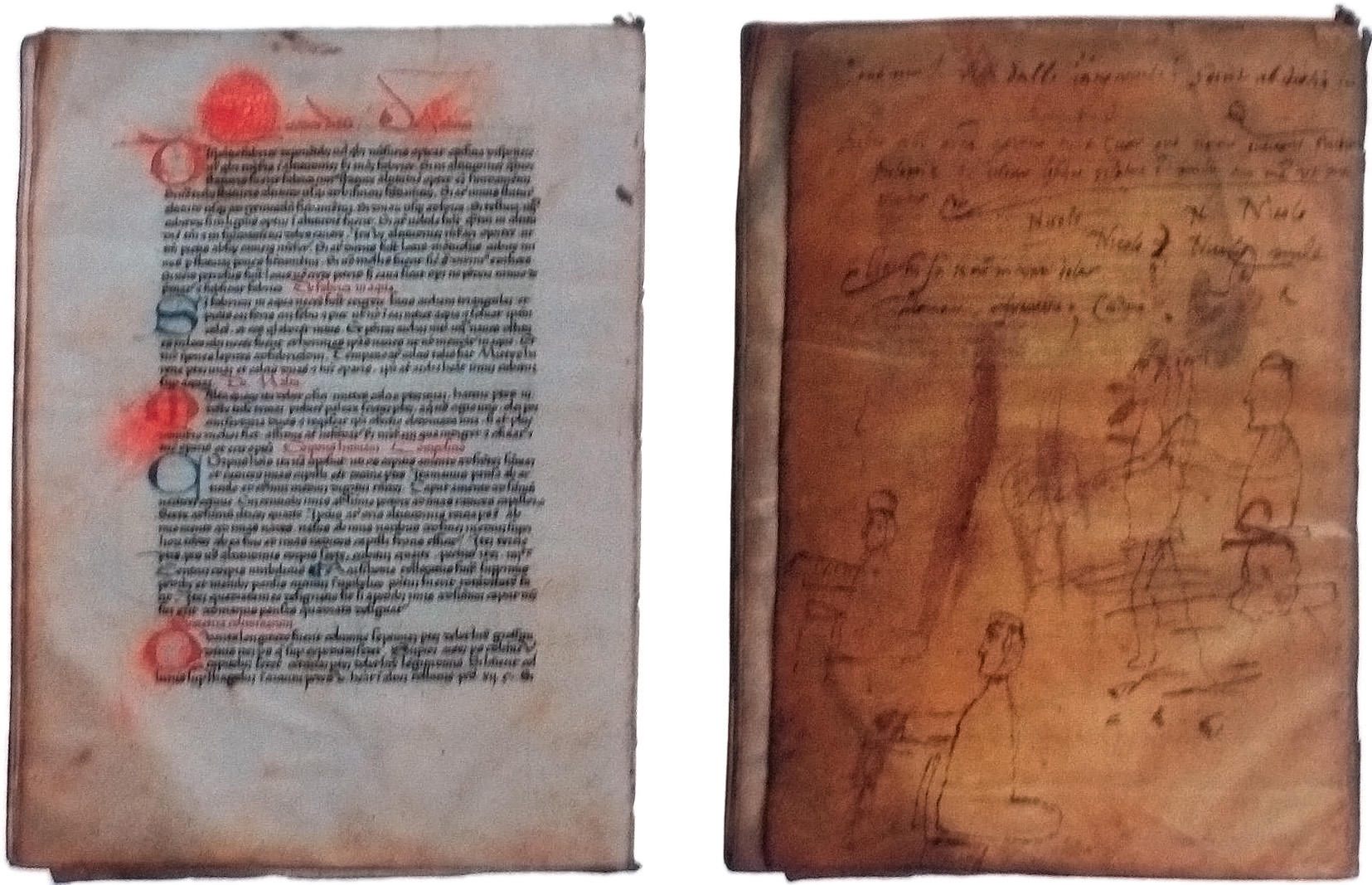
Manuscrit de Vitruvi; pergamí que data del 1390

L'Analema de Vitruvi de De Architectura-IX, és un mètode que apareix en el Libre IX de la seua obra «De architectura», coneguda avui com Els Deu Llibres d'Arquitectura, és un tractat escrit en llatí sobre arquitectura, dedicat a l'emperador August. En el prefaci del Llibre I, Vitruvi dedica els seus escrits a donar a conèixer a l'emperador el coneixement personal de la qualitat dels edificis. Probablement Vitruvi es refereix a la campanya de reparacions i millores públiques de Marc Agripa.
Aquesta obra és l'únic llibre important sobre l'arquitectura de l'antiguitat clàssica. Segons Petri Liukkonen, aquest text "va influir profundament en els artistes, pensadors i arquitectes del Renaixement primerenc, entre ells Leon Battista Alberti (1404-1472), Leonardo da Vinci (1452-1519) i Miquel Àngel (1475-1564). " El següent gran llibre sobre arquitectura, la reformulació d'Alberti de deu llibres, no va ser escrit fins al 1452.

## Llibre IX
En el novè llibre no parla d'arquitectura concretament sinó de les mesures del temps i els rellotges, l'astronomia, la terra, els planetes, el sol, la lluna i els estels. Tot i no parlar d'arquitectura directament sí que la relaciona amb aquests elements.
Entre els temes que tracta destaquen: el gnòmon, les diferents fases de la lluna, de com dependent del sol els dies i les hores augmenten o disminueixen, i l'enumeració dels diferents planetes amb la seva petita descripció corresponent.
Després entre a parlar de les constel·lacions dividint-les entre les que estan a la dreta de l'Orient, entre la zona dels Signes i el Septentrió i les que estan situades entre la zona dels signes i l'anomenat Migdia. Alhora aprofita que esmenta els signes del zodíac per enllaçar-ho amb l'astrologia i la seva influència a l'arquitectura.
Conclou el llibre redactant diferents espècies de rellotges, com els d'aigua o hivernals també anomenats anafòrics, i dels seus inventors.

## Analema

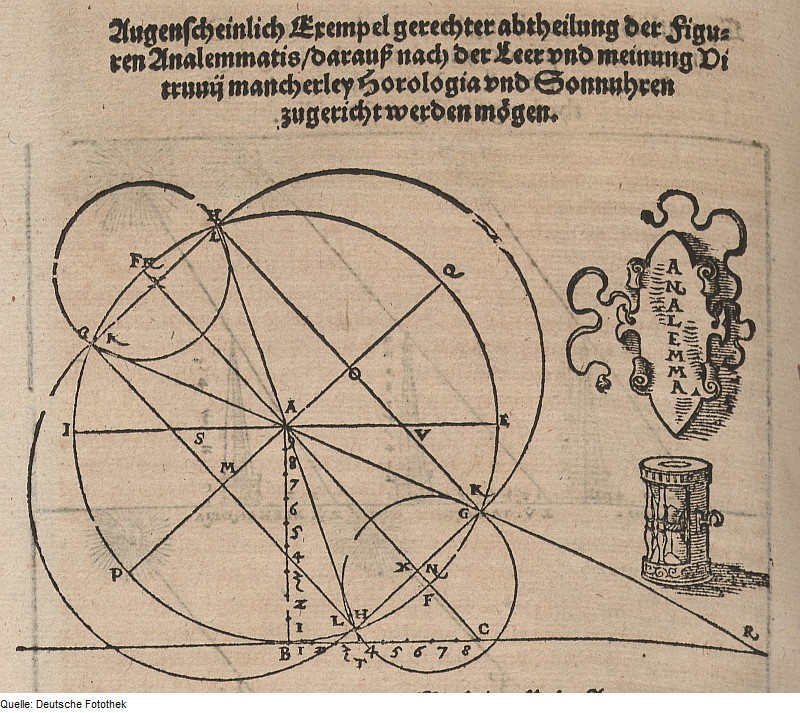
Representació de l' Analema de Vitrubi .(gravat en fustaí que data del 1575)

El mètode conegut com a Analema de Vitruvi, que apareix en el Libre IX, és un procediment geomètric per al traçat de les línies horàries i de les corbes d'insolació diürna dels rellotges solars. Tècnicament el procediment de Vitruvi, serveix per realitzar una projecció gnomònica dels cercles majors i menors de la esfera celeste. El nom d'aquest procediment geomètric es deu a la primera referència escrita que es detalla en el llibre IX de l'arquitecte romà del segle I: Marc Vitruvi Polió, denominat  Els Deu Llibres d'Arquitectura . En aquest llibre es descriu el seu procediment de traçat mitjançant l'ús de regle i compàs en el disseny de rellotges horitzontals amb hores temporàries. El mètode consisteix en la projecció dels cercles notables fins al pla del meridià per aconseguir la representació que es vol del rellotge. El procediment no va ser del tot demostrat fins que al el segle xvii el matemàtic alemany Clavius el va traçar completament amb demostracions geomètriques en tots els seus passos.

### Analema (procediment) vs. analema (línia)
Per als antics (fins ben entrat el segle xviii) la paraula analema significava el procediment geomètric emprat en la construcció de rellotges de sol; aquest mètode va ser demostrat geomètricament i revisat completament pel matemàtic alemany Christoph Clavius, 1537-1612, Amb el temps la paraula analema va anar evolucionant de mica en mica passant de designar el procediment de la gnomònica cap a la representació de la figura en l'espai que se li dona avui dia.

### Història del procediment
El disseny de rellotges solars de caràcter monumental es va establir com a norma en l'antiga Roma. Molts d'ells eren traçats per matemàtics i arquitectes per a l'ús civil de la societat de l'època. El traçat d'aquests rellotges es realitzava mitjançant un procediment que Vitrubi anomena com analema en el seu llibre IX. Fins a l'edat moderna va arribar només la descripció del procediment, sent dibuixats els esquemes del procediment molts segles després de Vitruvi. El terme "analemma" apareix en vuit ocasions en tota l'obra, de les quals, cinc vegades ho fa en genitiu singular (aquesta és una d'elles), dues en genitiu plural i una en nominatiu singular. En els vuit casos es tracta de passatges pertanyents al llibre IX. De la traducció i revisió que ens ha quedat de Giovanni Giocondo tenin la primera descripció:
| « | Cum hoc analemma ita sit descriptum et explicatum, siue per hibernas lineas, siue [aequinoctialis radius ubi erit littera E sed deducendum ad eum locum quo secat circinationem] per aestiuas, siue per aequinoctiales aut etiam per menstruas, in subuectionibus rationes horarum erunt ex analemmatos describendas, subiciunturque in eo multae uarietates et genera horologiorum, et describuntur rationibus his artificiosis. | » |

El procediment s'empra posteriorment en la gnomònica àrab i musulmana dels segles IX i XII, sent transformat mitjançant l'aplicació de taules trigonomètriques. Al renaixement el procediment de Vitrubi torna a Europa i es troba descrit en els tractats de gnomònica de l'època. El procediment que es denomina analema en el llibre de Vitruvi es copia, fins i tot amb errors que es propaguen al llarg dels anys. Un dels més coneguts és l'anomenat error d'oreonte, per raó d'una mala interpretació en la transcripció que va fer inicialment Orontius Finaeus i que posteriorment, a causa de la manca de crítica es va anar passant de còpia en còpia, fins que l'astrònom alemany Christopher Clavius va realitzar una demostració intensiva del procediment.

### Descripció
El mètode és bàsicament la realització d'una projecció ortogràfica de diversos cercles celestes sobre el pla del meridià del lloc (és a dir es realitza a una latitud geogràfica donada). Amb el mètode es tracen les línies horàries de les hores temporàries (considerades fins al segle XX com sectors de cercles màxims en l'esfera celeste) i, com a mínim, tres corbes còniques corresponents als solsticis d'estiu i hivern (tròpics de càncer i de capricorn, respectivament) i les dels equinoccis de primavera i tardor (equador celeste).

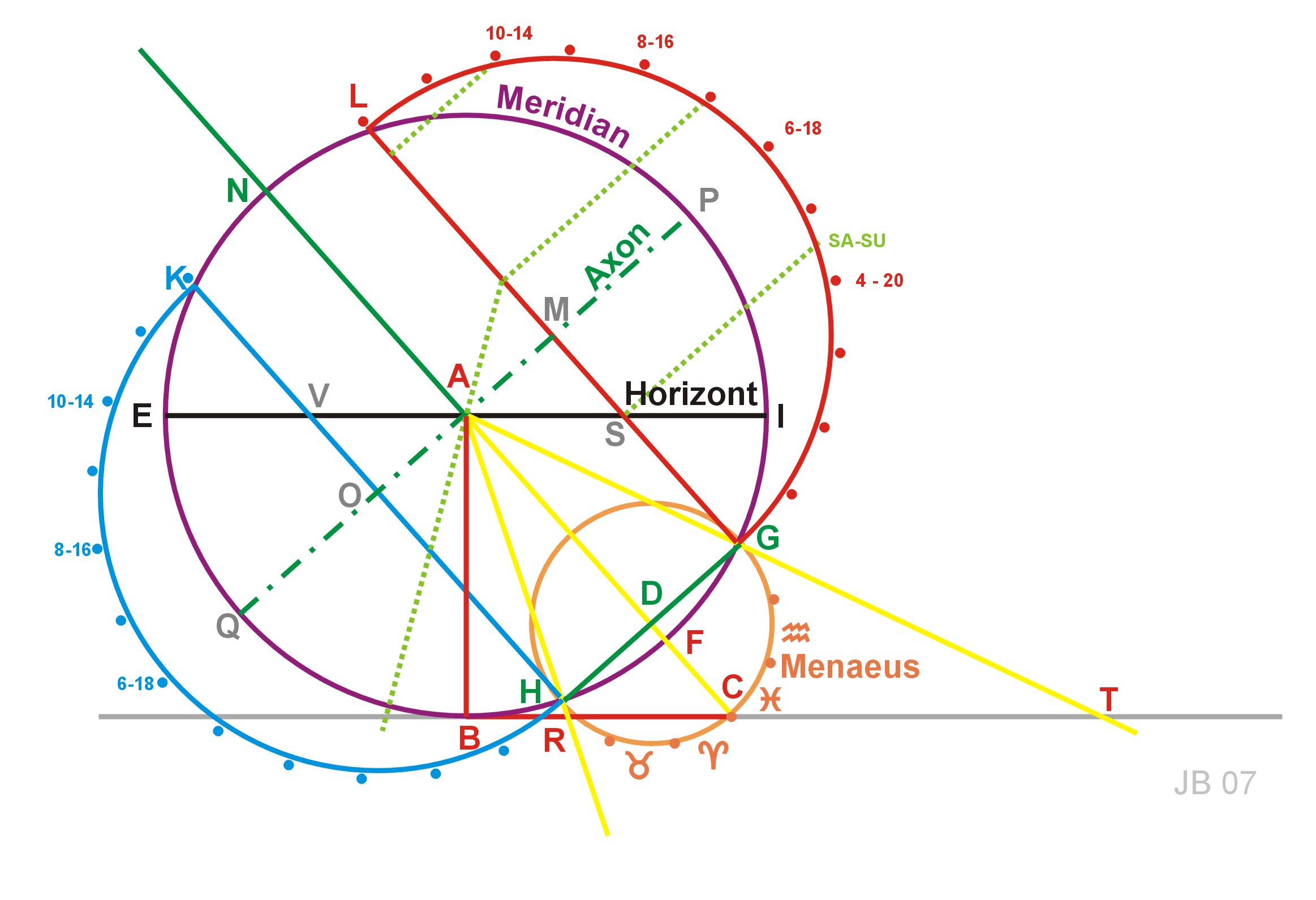
Traçat de l'analema de Vitrubi.
La part groga indica les ombres del migdia en el solstici d'estiu, l'equinocci i del solstici d'hivern (es traça mitjançant el cercle Menelao a causa de Menelau d'Alexandria), la circumferència vermella suposa ser l'abatiment del arc diürn del solstici d'hivern i el blau correspon al del solstici d'estiu.

## Usos
L'analema de Vitrubi s'ha estat utilitzant des de molt antic com una forma de traçat de les corbes horàries temporàries, així com de les hipèrboles corresponents a la projecció gnomònica de la trajectòria diürna del Sol. És a dir de ser capaç de traçar l'analema, era equivalent a afirmar posseir els coneixements  secrets  de la gnomònica. L'analema va ser evolucionant, i va tenir la seva aplicació posterior al segle xvi en el disseny i construcció de les grans meridianes solars.